# 桜井市コミュニティバス

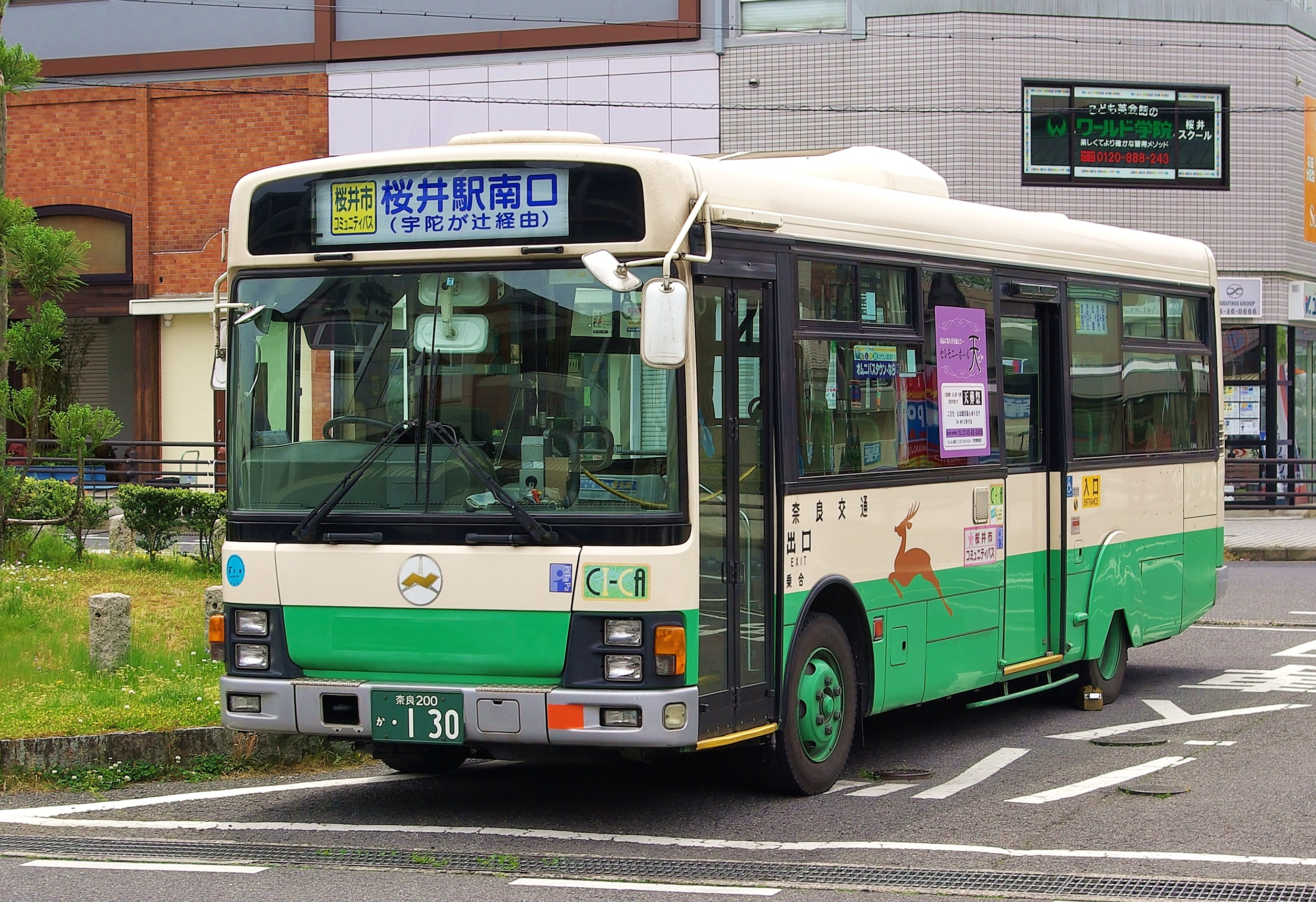
桜井駅南口に停車中の桜井市コミュニティバス

桜井市コミュニティバス（さくらいしコミュニティバス）とは、奈良県桜井市で運行しているコミュニティバスである。奈良交通榛原営業所が運行を担当している。

## 現行路線
桜井市内を中心に3つの路線を運行している。運賃は奈良交通の一般路線と同様距離制となっている。また、各線とも奈良交通のICカード乗車券CI-CAの利用が可能となっている。ただし、定期券を利用の際は一部区間で奈良交通バスの平行路線があっても共通乗車する事ができない。
2007年に10月に運行路線の見直しが行われ、一部路線の廃止や短縮が行われた。
2010年4月に運賃が均一制から距離制に改定された。
2015年に運行路線・ダイヤの見直しが行われた。市内中心部については北・南の二つの循環路線に改められ、また、巻向方面への路線が追加された。12月1日に「大豆越（まめごし）」停留所を追加した。

### 初瀬・朝倉台線
- ルート
  - 桜井駅北口 - 慈恩寺 - 朝倉台 - 大和朝倉駅 - 初瀬観光センター - 長谷寺参道口 - 与喜浦 - 吉隠柳口
    - 2015年6月改正で朝倉台経由に変更された。また吉隠柳口まで延長運転された。
    - 朝倉台を経由する便としない便がある。

- 桜井初瀬線
  - 発足当初「桜井初瀬線」として運行された。
    - 桜井駅南口 - 宇陀が辻 - 初瀬観光センター - 長谷寺参道口 - 与喜浦
      - 2005年10月1日 奈良交通桜井初瀬線50系統、51系統を休止し、桜井市コミュニティバスに変更する。[3]
      - 2007年10月1日 朝1回あった吉隠柳口発が廃止され、桜井駅 - 与喜浦に運行区間を変更する。[4]全日運行される。なお、吉隠柳口発が朝に1回あったが、廃止された。
      - かつての大阪電気軌道長谷線の路線に並行している。

### 多武峯線
- 桜井駅南口 - 聖林寺前 - 多武峯（とうのみね） - 談山神社

倉橋池口－談山神社間は自由乗降になっている。
※2010年4月1日、奈良交通多武峯線14系統を休止し、桜井市コミュニティバスに変更する。
かつて存在した多武峯電気鉄道の計画線にほぼ並行している。

### 循環路線
2015年6月1日に設定されたルート。桜井市中心部の路線を南と北の循環路線に再編した。また巻向方面への路線を新設した。
- 運賃190円均一
- 北循環線
  - ルート
    - 桜井駅北口 - 桜井市役所 - 上之庄・イオン桜井店 - 戒重北口 - 桜井駅北口
- 南循環線
  - ルート
    - 桜井駅北口 - 戒重北口 - 仁王堂（済生会中和病院） - 桜井駅南口
- 西北部循環路線
  - ルート
    - 桜井駅北口 - 桜井市役所 - 上之庄・イオン桜井店 - 大泉 - 山の辺病院 - 豊田 - 上之庄・イオン桜井店 - 戒重北口 - 桜井駅北口

## 臨時路線
- 桜井駅南口 - 聖林寺前 - オーベルジュ玄関前[8]
  - 2016年2月3日～26日期間限定運行。オーベルジュ定休日の月曜日・火曜日運休。
  - 1日2往復。桜井駅南口発11:05, 12:05。

## 過去の路線

### 小夫線
- 長谷寺駅 - 与喜浦 - 滝倉 - 小夫
  - 2005年10月1日 奈良交通桜井初瀬線55系統を休止し、桜井市コミュニティバスに変更する[3]。
  - 2007年10月1日 路線を廃止する。[4]

口の倉－小夫間は自由乗降が設定された。
奈良交通時代の55系統は、桜井駅南口発着であったのを与喜浦での桜井初瀬線との接続に改めて、長谷寺駅前どまりに変更した。本系統は、全日運行されるものの、学校休校日運休となる便も存在した。なお、朝の小夫発の1便のみ吉隠柳口方面を経由せずに運行した。なお現在の学校通学にはスクールバスが運行されている。
2010年4月から上之郷地区の利用登録証を持っている住民限定で日の丸交通受託によるデマンド方式による乗合タクシーの利用が開始された。

### 飛鳥線
- 桜井駅南口 - 山田寺 - 飛鳥資料館 - 石舞台
  - 2005年10月1日 運転を開始する[3]。
  - 2008年3月17日 3月-6月、8月-11月の土日祝日のみ運行になる。
  - 2009年4月1日改正で廃止になり、一般路線のみになる。最終運行日は3月29日。

3月から6月と8月から11月の土曜休日（8月のお盆期間は運休）のみの運行であるが、平日を含めて奈良交通の路線バス36系統、37系統も同区間を走っている。本数は同じ本数が確保されており、土曜休日は平日の2倍の運転が行われている。なお、この路線のみ運賃は均一ではなく、奈良交通の運賃にあわせたものとなっている。飛鳥資料館－石舞台の間は明日香村区域を走る。

### 朝倉台線
- 大和朝倉駅→脇本→桜井駅北口→桜井市役所→上之庄・イオン桜井店→仁王堂→桜井税務署→桜井駅北口→とれとれ・オークワ前→脇本→大和朝倉駅
  - 2005年10月1日 運転を開始する[3]。
  - 2010年4月1日 運行経路を仁王堂経由に変更する。
  - 2015年6月1日 初瀬・朝倉台線に統合される。

平日のみ運行される路線である。

## 車両
車両は、奈良交通バスの車両を使用している。ただし、一般路線バスとコミュニティバスの区別のために、車両前面及び側面にステッカーを貼り付けている。